# Because I Was in Love
Because I Was in Love è il primo album discografico in studio della cantautrice statunitense Sharon Van Etten, pubblicato nel 2009.

## Tracce
1. I Wish I Knew – 3:47
2. Consolation Prize – 4:03
3. For You – 2:31
4. I Fold – 3:26
5. Have You Seen – 3:14
6. Tornado – 4:31
7. Much More Than That – 4:32
8. Same Dream – 3:14
9. Keep – 4:59
10. It's Not Like – 4:13
11. Holding Out – 6:08